# 九天応元雷声普化天尊
九天応元雷声普化天尊（きゅうてんおうげんらいせいふかてんそん）は、道教の神。雷神の中の最高神であり、雷帝ともいわれる。三清に次ぐ高位の神格であり、天界でも最上位の三清境に住まうとされ、雷部二十四神を部下に従える。

## 概要
人間の生死吉凶禍福をすべてコントロールし、三清以外をすべて支配下に置くとされる。